# ケモインフォマティクス
ケモインフォマティクス（英語: Cheminformatics、chemoinformatics、chemioinformatics、chemical informatics、化学情報学）は、コンピュータと情報化技術を化学領域の幅広い問題への応用である。ケモインフォマティクスおよび化学情報の技術は医薬品化学の創薬研究過程でも利用されている。

## 歴史
ケモインフォマティクスという用語はF・K・ブラウンによって1998年に以下のように定義された。

「ケモインフォマティクスとは、薬剤リード同定および最適化の分野においてより速く、より良い決定を下すという意図された目的のために、データを情報へ、情報を知識へと変換するためそれらの情報源を混合することである。」

以後、英語ではCheminformaticsとChemoinformaticsの2種類の綴りが使われており、Cheminformaticsがより人気の用語としての地位を築いてきた。ヨーロッパのアカデミアは2006年にChemoinformaticsで妥結したが 、2009年にJournal of Cheminformaticsが創刊され、短い綴りのCheminformaticsが強く後押しされた。

## 基本
ケモインフォマティクスは化学領域と情報工学領域の融合した学際領域で、特に化学におけるグラフ理論や化学物質空間のデータ探索に関する研究が盛んである。化学物質空間は少なくとも{\displaystyle 10^{62}}個の分子構造が存在すると見積もられている。それに比して、2005年現在既知の化学物質の総数は{\displaystyle 10^{9}}程度である。

## 応用

### 検索
計算機化学の技術を使用して巨大な化合物のin silico virtual librariesを構築すると、化学物質空間のデータ探索に効果的である。

### 定量的構造活性相関 (QSAR)
定量的構造活性相関や定量的構造属性相関（en:QSPR）の値を算出し化合物の活性をその分子構造から推定するのに用いられる。

### ファイルフォーマット
「In silico」の化学構造を表す内部表現形として, XML技術に基づいたChemical Markup LanguageやSMILES記法などが使用される。この内部表現形は巨大な化学データベースにおいて外部とデータ交換する際にも使用される。　化学データベースに詳しい。

## 関連文献
- Gasteiger J. (Editor), Engel T.(Editor): Chemoinformatics : A Textbook. John Wiley & Sons, 2004, ISBN 3-52730-681-1

日本語で読めるものとしては、
- J. Gasteiger・T. Engel編、船津公人監訳：ケモインフォマティクス -予測と設計のための化学情報学- 丸善株式会社(2005)